# Manawatu Rugby Union
Die Manawatu Rugby Union (MRU) ist der Rugby-Union-Provinzverband des Manawatu District auf der Nordinsel Neuseelands. Die Auswahlmannschaft des Verbandes in der nationalen Meisterschaft ITM Cup heißt Turbos und trägt ihre Heimspiele in der Arena Manawatu in Palmerston North aus.
Manawatu hat einmal die neuseeländische Meisterschaft, die frühere National Provincial Championship, gewonnen (1980). Darüber hinaus wurde die Mannschaft zweimal Zweite (1976, 1981). Von 1976 bis 1978 war sie im Besitz des Ranfurly Shield. Die MRU fusionierte 1997 mit der Hawke’s Bay Rugby Union. Der neue Verband Central Vikings Rugby Union bestand jedoch nur ein Jahr lang und trennte sich wieder.
Spieler von Manawatu sind berechtigt, in der internationalen Liga Super Rugby zu spielen, und werden von den Hurricanes aufgeboten.

## Erfolge
- 1 Meistertitel der National Provincial Championship: 1980
- 14 Siege in 32 Spielen um den Ranfurly Shield, Pokalinhaber in den Jahren 1976 bis 1978

## Bekannte ehemalige und aktuelle Spieler
- Mark Allen
- Jerry Collins
- Christian Cullen
- Mark Donaldson
- Jason Eaton
- Frank Oliver
- Mark Shaw
- Lee Stensness

## Angeschlossene Vereine
| - Bush RFC - Feilding RFC - Kia Toa - Linton Army RFC - Oroua RFC - Te Kawau | - Feilding Old Boys RFC - Freyberg Old Boys RFC - Queen Elizabeth College Old Boys - Massey University RC - Palmerston North High School Old Boys - Palmerston North Marist RFC |